# Cyclosorus taiwanensis
Cyclosorus taiwanensis là một loài thực vật có mạch trong họ Thelypteridaceae. Loài này được (C. Chr.) H. Itô mô tả khoa học đầu tiên năm 1937.